# BIG RIVER
『BIG RIVER』（ビッグ・リバー）は、2005年公開の舩橋淳監督による日本・アメリカ合衆国合作の映画。
2006年度ベルリン国際映画祭に出品された本作は、オダギリジョー初の海外進出作品である。

## あらすじ
当てのない旅を続ける日本人バックパッカーの哲平（オダギリジョー）は、パキスタン人のアリ（カヴィ・ラズ）と、アリゾナ州の砂漠で出会う。途中、2人の乗っていた車は故障するが、アメリカ人のサラ（クロエ・スナイダー）が2人を助ける。サラと鉄平は、出奔した妻を探しているアリに付き合い、3人で旅を続ける。諍いを起こしながらも、やがて彼らの間には友情が生まれる。
サラは、アルコール中毒の祖父と暮らすトレイラー・ハウスに、2人を招く。その後、アリの妻は既に他の男性と結婚していたということが判明する。3人に別れのときが来る。アリが去っていく。お互いに惹かれ合っている哲平とサラは、想いを告げずに別れるが、哲平はバスに乗らず、サラの乗る車を追いかけて走り出す。

## キャスト
- 哲平：オダギリジョー
- アリ：カヴィ・ラズ
- サラ：クロエ・スナイダー

## スタッフ
- 監督：舩橋淳
- 脚本：船橋淳、エリック・バン・デン・ブルール
- プロデューサー：森昌行、吉田多喜男、市山尚三
- コプロデューサー：モハメド・ナクヴィ、アリッサ・ブラック
- ラインプロデューサー：ジル・シュナイーダー
- 撮影：エリック・バン・デン・ブルール
- 美術：ジェフ・バーキュム
- キャスティング：アリッサ・ブラック
- 音楽：ヤニック・ドゥズインスキー
- 録音：セルヒオ・サンミゲル
- 音響効果：ジャスティン・カワシマ
- スチール写真：エリック・バン・デン・ブルール
- 編集：スティーブ・ハミルトン

## 製作
- バンダイビジュアル
- TOKYO FM
- テレビ朝日
- 東京テアトル
- オフィス北野